# Gloniopsis brevisaccata
Gloniopsis brevisaccata är en svampart som beskrevs av M.L. Lohman 1933. Gloniopsis brevisaccata ingår i släktet Gloniopsis och familjen Hysteriaceae.   Inga underarter finns listade i Catalogue of Life.